# Winnie l'ourson : La Maison d'un ours-comme-ça
Pour les articles homonymes, voir Winnie l'ourson.
 (mars 2022).
Si vous disposez d'ouvrages ou d'articles de référence ou si vous connaissez des sites web de qualité traitant du thème abordé ici, merci de compléter l'article en donnant les références utiles à sa vérifiabilité et en les liant à la section « Notes et références ».
Winnie l'ourson : La Maison d'un ours-comme-ça (en anglais: The House at Pooh Corner) est le deuxième et dernier volume des histoires de Winnie l'ourson, écrit par Alan Alexander Milne et paru en 1928. Il est précédé par Winnie l'ourson. Le livre se concentre sur les aventures d'un ours en peluche appelé Winnie l'ourson, et de ses amis : Cochonnet, Hi-hah, Christophe Robin, Hibou et Lapin, Kangou et Rou. Tigrou est introduit un peu plus loin dans le chapitre intitulé Dans lequel Tigre arrive dans la forêt et prend son petit déjeuner.
Le livre a été traduit en français par Jacques Papy en 1946, comme le premier tome. À part ceux de Winnie l'ourson et Tigrou, les noms des personnages sont différents dans la traduction de Disney.

## Chapitres
1. Dans lequel on bâtit une maison pour Hi-Han au Coin-de-Winnie.
2. Dans lequel Tigre arrive dans la forêt et prend son petit déjeuner.
3. Dans lequel on organdise une recherche et Cochonnet rencontre à nouveau un éphalant.
4. Dans lequel on montre que les Tigres ne grimpent pas aux arbres.
5. Dans lequel Lapin est très occupé, et nous apprenons ce que fait Christophe Robin tous les matins.
6. Dans lequel Winnie invente un nouveau jeu et Hi-han y prend part.
7. Dans lequel Tigre est débondi.
8. Dans lequel Cochonnet fait une chose de vraiment magnifique.
9. Dans lequel Hi-Han trouve la Bihoutière et Hibou y emménage
10. Dans lequel Christophe, Robin et Winnie s'en vont dans un lieu enchanté où nous les laissons.

Remarque : organdise, éphalant et Bihoutière sont des mots du livre et non des erreurs dans les titres.